# والتر سيرانو
والتر سيرانو (بالإسبانية: Walter Serrano)‏ (2 يوليو 1986 في الأرجنتين - ) هو لاعب كرة قدم أرجنتيني في مركز الوسط. لعب مع أتليتيكو رافائيلا وأرجنتينوس جونيورز.

## وصلات خارجية
- والتر سيرانو على موقع إي إس بي إن إف سي (الإنجليزية)
- والتر سيرانو على موقع قاعدة بيانات كرة القدم.إي يو (الإنجليزية)
- والتر سيرانو على موقع Soccerway.com (الإنجليزية)